# Furiosa: A Mad Max Saga
Furiosa: A Mad Max Saga är en australisk-amerikansk action-äventyrsfilm från 2024. Filmen är regisserad av George Miller, som även har skrivit manus tillsammans med Nico Lathouris. Den är både en spinoff och en prequel till Mad Max: Fury Road från 2015, och den femte delen i Mad Max-franchisen.
Filmen hade biopremiär i Sverige den 22 maj 2024, utgiven av Warner Bros.

## Rollista (i urval)
- Anya Taylor-Joy – Imperator Furiosa
- Chris Hemsworth – Warlord Dementus
- Tom Burke – Praetorian Jack
- Nathan Jones – Rictus Erectus
- Angus Sampson – The Organic Mechanic
- Daniel Webber – War Boy[2]

## Produktion
I februari 2021 bekräftade kompositören Junkie XL, som tidigare gjort musiken till Fury Road, att han skulle återvända för Furiosa.
Filminspelningarna började den 1 juni 2022 i Australien och pågick fram till 28 oktober samma år.